# Jamais deux sans trois
Pour l’article homonyme, voir Jamais 2 sans 3.
Cet article possède un paronyme, voir Jamais deux sans toi...t.
Pour plus de détails, voir Fiche technique et Distribution.
Jamais deux sans trois est un film français réalisé par André Berthomieu, sorti en 1951.

## Synopsis
Le père Benoît voudrait bien que l'un de ses jumeaux reprenne son auberge, aux 3 assiettes. Mais ses ambitions ancillaires ne sont pas à la mesure de ses 3 derniers. Bernard en plus, est amoureux de Hélène fille de la colonelle Flouc de La Donzelle. Il rêve de devenir comédien et monte à Paris pour trouver un emploi. Débuts difficiles puisque du théâtre, il passe au cabaret, puis à la radio, sans succès. Dans la scène finale, les 3 frères se croisent, ce qui donne lieu à une suite de gags pendant le mariage.

## Fiche technique
- Titre français : Jamais deux sans trois
- Réalisation : André Berthomieu
- Scénario : Michel Dulud, André Hornez
- Adaptation : André Berthomieu, Michel Dulud
- Dialogues : Michel Dulud
- Décors : Raymond Nègre
- Costumes : Jacques Costet
- Photographie : Fred Langenfeld
- Son : Jean Rieul
- Montage : Louisette Hautecoeur
- Musique : Bruno Coquatrix
- Production : Robert Dorfmann et Ray Ventura
- Directeur de production : Robert Prévot
- Sociétés de production : Hoche Productions, Silver Films
- Société de distribution : Les Films Corona
- Pays de production : France
- Langue originale : français
- Format : Noir et blanc - 1,37:1 - 35 mm - Son mono
- Genre : Comédie
- Durée : 96 minutes
- Date de sortie :	
  - France : 22 novembre 1951 à Nice
  - France : 13 février 1952 à Paris

## Distribution
- Roger Nicolas : Bernard, Henri et Camille Benoit
- Marthe Mercadier : Hélène Flouc de La Donzelle
- Alice Tissot : la baronne Flouc de La Donzelle
- Mona Goya : Rita Malaquais
- Doris Marnier : Suzy
- Jean Toulout : Roberval
- Georges Baconnet : le père Benoit
- Georges Lannes : Mouthon
- Charles Bouillaud : Joseph
- Charles Rigoulot : Freddy
- Nicolas Amato : le garçon de salle
- Robert Rollis : le caviste
- Palmyre Levasseur : la concierge
- Léon Larive : l’invité
- Harry-Max : le maître d’hôtel
- Blanche Denège : la marraine
- Maurice Dorléac : le directeur de la radio
- Pierre Ferval
- Maurice Biraud
- Paul Faivre
- Michel Dancourt
- Laure Paillette
- Claude Véga : barman à l'hotel
- Marcel Méral
- Jacques Vertan
- Gaston Garchery
- René Hiéronimus

## Autour du film
Le film est sorti en province fin novembre 1951 avant de sortir à Paris en février 1952.